# Волянская, Вера Елисеевна
Ве́ра Елисе́евна Воля́нская (19 апреля [2 мая] 1909, Керчь, Керчь-Еникальское градоначальство, Таврическая губерния, Российская империя — 24 февраля 2004, Екатеринбург, Россия) — советский кинорежиссёр, лауреат Ломоносовской премии (1958).

## Биография
Родилась в семье военного врача Елисея Ивановича Волянского и Веры Михайловны Волянской, урождённой Комаровой.
В 1918 году закончила первый класс Керченской женской гимназии, в 1924 — трудпрофшколу, в 1930 году — Одесский институт изобразительных искусств.
В 1933 году начала работать художником-мультипликатором на Одесской киностудии. В апреле 1936 года вышла замуж за художника Леонида Ивановича Рымаренко, работавшего мультипликатором в отделе учебного кино на той же студии. В 1940 году Вера Елисеевна и Леонид Иванович были переведены на Новосибирскую студию «Сибтехфильм» «для укрепления кадров творческих работников». С 1941 по 1945 год В. Е. Волянская и Л. И. Рымаренко работали над созданием секретных учебных фильмов для фронта.
В 1948 году семью режиссёров направили на Свердловскую киностудию. Здесь в 1960-70‑е годы они сняли первые в Советском Союзе фильмы экологического направления. В 1964 году большой резонанс вызвал их фильм в защиту русского леса «Наш неизменный друг». В защиту фильма, на который ополчились чиновники, выступил Л. М. Леонов. Письмо со словами поддержки прислал О. В. Волков. Когда фильм вышел на экран, Леонид Максимович Леонов в статье «О большой щепе» («Литературная газета», 30 марта 1965 года) написал: «Это отличное произведение кинопублицистики надо посмотреть каждому, для кого живая природа — не звук пустой…».
К 1980 годам Вера Волянская и Леонид Рымаренко стали признанными мастерами отечественного научно-популярного кино, но их фильмы в защиту природы по-прежнему вызывали раздражение у партийно-советского руководства. Почти каждый фильм с боем утверждался в Госкино.
В конце жизни Вера Елисеевна написала книгу воспоминаний «Между степью и морем».
Умерла 24 февраля 2004 года в Екатеринбурге. Похоронена на Восточном кладбище.

## Семья
Дочь — театральный критик и редактор телевидения З. Л. Рымаренко, сын — художник и скульптор Б. Л. Рымаренко, внук — журналист и прозаик Дмитрий Шеваров, внучка — радиожурналист Ксения Волянская.

## Фильмография
Фильмография совместных работ режиссёров В. Е. Волянской и Л. И. Рымаренко:

| - Бомбометание (1946—1947) - Рассказ о камне (1957) - Горный лён (1958) - Железный век (1960) - Миллионы в отвалах (1961) - Огненное копьё (1962) - Укрощённый враг (1963) - Дающая жизнь (1963) | - Наш неизменный друг (1964) - Сокровища умершего моря (1965) - Следы ведут от вулканов (1966) - Воспоминание о камне (1968) - Наш дом — Земля (1971) - Урал (1972) - Колывань (1973) - Есть на свете Волга (1973) | - В поисках панацеи (1973) - Кудесники металла (1974) - Биология плюс физика (1975) - Круг жизни (1976) - Песнь о Башкирии (1979) - Предвидеть! (1979) - Тайны светового луча (1980) - Колесо и почва (1981) | - Дороже бриллиантов (1982) - Будь полезен человечеству! (1983) - Человек и природа (1984) - Судьба одного открытия (1985) - Месторождение в стакане (1985) - Сколько стоит пейзаж? (1986) - И взмах послушного крыла (1989) |

## Признание и награды
- Орден Трудового Красного Знамени
- Ломоносовская премия АН СССР (1958, за фильм «Рассказ о камне»)
- Серебряная медаль ВДНХ «НТР-85» (за фильм «Колесо и почва», 1985)
- МКФ в Монте-Карло (диплом, фильм «Рассказ о камне», 1957)
- МКФ в Монтевидео (диплом, фильм «Рассказ о камне», 1958)
- ВКФ в Минске (диплом, фильм «Горный лён», 1960)
- МКФ в Будапеште (гран-при, фильм «Железный век», 1960)
- ВКФ в Ленинграде (диплом, фильм «Огненное копьё», 1964)
- МКФ в Будапеште (приз, фильм «Укрощённый враг», 1964)
- ВКФ в Риге (главный приз, фильм «Круг жизни», 1977)
- МКФ в Катовице, Польша (диплом и приз, фильм «Сколько стоит пейзаж?», 1989)
- МКФ в Остраве, Чехия (медаль и диплом, фильм «Сколько стоит пейзаж?», 1989)